# Чемпіонат Європи з легкої атлетики в приміщенні 1975
Чемпіонат Європи з легкої атлетики в приміщенні 1975 відбувся 8-9 березня в Катовицях в палаці «Сподек» на арені з довжиною кола 160 м.

## Призери

### Чоловіки
| Дисципліни              | Золото                                                     | Золото  | Срібло                                                                      | Срібло  | Бронза                                                            | Бронза  |
| ----------------------- | ---------------------------------------------------------- | ------- | --------------------------------------------------------------------------- | ------- | ----------------------------------------------------------------- | ------- |
| 60 метрів               | Валерій Борзов СРСР                                        | 6,59    | Олександр Аксинін СРСР                                                      | 6,67    | Зенон Лічнерський Польща                                          | 6,74    |
| 400 метрів              | Герман Келер ФРН                                           | 48,76   | Йосип Алебич Югославія                                                      | 49,04   | Семен Кочер СРСР                                                  | 49,33   |
| 800 метрів              | Герхард Штолле НДР                                         | 1.49,8h | Іво ван Дамме Бельгія                                                       | 1.50,1h | Володимир Пономарьов СРСР                                         | 1.50,2h |
| 1500 метрів             | Томас Вессінгхаге ФРН                                      | 3.44,6h | Петро Анисим СРСР                                                           | 3.45,4h | Георге Гіпу Румунія                                               | 3.45,4h |
| 3000 метрів             | Ієн Стюарт Велика Британія                                 | 7.58,6h | Пекка Пяйвярінта Фінляндія                                                  | 7.58,6h | Борис Кузнецов СРСР                                               | 8.01,2h |
| 60 метрів з бар'єрами   | Лешек Водзиньський Польща                                  | 7,69    | Франк Зібек НДР                                                             | 7,69    | Едуард Переверзєв СРСР                                            | 7,74    |
| 4×320 метрів (4×2 кола) | ФРНКлаус Ель Франц-Петер Гофмайстер Карл Гонц Герман Келер | 2.29,9h | ПольщаВеслав Пахольський Роман Седлецький Єжі Влодарчик Едвард Романовський | 2.31,4h | БолгаріяКрасимір Гутєв Нарцис Попов Йордан Йорданов Янко Братанов | 2.32,1h |
| Стрибки у висоту        | Владімір Малий Чехословаччина                              | 2,21    | Ендре Келемен Угорщина                                                      | 2,19    | Руне Альмен Швеція                                                | 2,19    |
| Стрибки з жердиною      | Антті Калліомякі Фінляндія                                 | 5,35    | Войцех Буцярський Польща                                                    | 5,30    | Владислав Козакевич Польща                                        | 5,30    |
| Стрибки у довжину       | Жак Руссо Франція                                          | 7,94    | Ганс-Юрген Бергер ФРН                                                       | 7,87    | Збігнев Бета Польща                                               | 7,82    |
| Потрійний стрибок       | Віктор Санєєв СРСР                                         | 17,01   | Міхал Йоахімовський Польща                                                  | 16,90   | Геннадій Бессонов СРСР                                            | 16,78   |
| Штовхання ядра          | Валчо Стоєв Болгарія                                       | 20,19   | Джефф Кейпс Велика Британія                                                 | 19,98   | Валерій Войкін СРСР                                               | 19,44   |

### Жінки
| Дисципліни              | Золото                                                            | Золото  | Срібло                                                         | Срібло  | Бронза                                                                   | Бронза  |
| ----------------------- | ----------------------------------------------------------------- | ------- | -------------------------------------------------------------- | ------- | ------------------------------------------------------------------------ | ------- |
| 60 метрів               | Андреа Лінч Велика Британія                                       | 7,17    | Моніка Маєр НДР                                                | 7,24    | Ірена Шевінська Польща                                                   | 7,26    |
| 400 метрів              | Верона Елдер Велика Британія                                      | 52,68   | Надія Ільїна СРСР                                              | 53,21   | Інта Климовича СРСР                                                      | 53,91   |
| 800 метрів              | Аніта Баркускі НДР                                                | 2.05,6h | Сарміте Штула СРСР                                             | 2.06,2h | Росіца Пехліванова Болгарія                                              | 2.06,3h |
| 1500 метрів             | Наталія Андрей Румунія                                            | 4.14,7h | Тетяна Казанкіна СРСР                                          | 4.14,8h | Еллен Велльман ФРН                                                       | 4.16,2h |
| 60 метрів з бар'єрами   | Гражина Рабштин Польща                                            | 8,04    | Аннелі Ергардт НДР                                             | 8,12    | Тетяна Анисимова СРСР                                                    | 8,21    |
| 4×320 метрів (4×2 кола) | СРСРІнта Климовича Інгріда Баркане Людмила Аксьонова Надія Ільїна | 2.46,1h | ФРНЕльке Барт Брігітта Кочельник Сільвія Голльман Ріта Вільден | 2.47,3h | ПольщаЗофія Зволиньська Геновефа Новачик Кристина Кацперчик Данута Пецик | 2.49,6h |
| Стрибки у висоту        | Розмарі Аккерман НДР                                              | 1,92 CR | Марі-Крістін Дебурс Франція                                    | 1,83    | Аннеміке Баума Нідерланди                                                | 1,80    |
| Стрибки у довжину       | Доріна Кетіняну Румунія                                           | 6,31    | Лідія Алфеєва СРСР                                             | 6,29    | Мета Антенен Швейцарія                                                   | 6,28    |
| Штовхання ядра          | Маріанне Адам НДР                                                 | 20,05   | Гелена Фібінгерова Чехословаччина                              | 19,97   | Іванка Христова Болгарія                                                 | 19,35   |

## Медальний залік
| Місце                | Країна               | Золото | Срібло | Бронза | Загалом |
| -------------------- | -------------------- | ------ | ------ | ------ | ------- |
| 1                    | НДР                  | 4      | 3      | 0      | 7       |
| 2                    | СРСР                 | 3      | 6      | 8      | 17      |
| 3                    | ФРН                  | 3      | 2      | 1      | 6       |
| 4                    | Велика Британія      | 3      | 1      | 0      | 4       |
| 5                    | Польща               | 2      | 3      | 5      | 10      |
| 6                    | Румунія              | 2      | 0      | 1      | 3       |
| 7                    | Франція              | 1      | 1      | 0      | 2       |
| 7                    | Фінляндія            | 1      | 1      | 0      | 2       |
| 7                    | Чехословаччина       | 1      | 1      | 0      | 2       |
| 10                   | Болгарія             | 1      | 0      | 3      | 4       |
| 11                   | Югославія            | 0      | 1      | 0      | 1       |
| 11                   | Бельгія              | 0      | 1      | 0      | 1       |
| 11                   | Угорщина             | 0      | 1      | 0      | 1       |
| 14                   | Нідерланди           | 0      | 0      | 1      | 1       |
| 14                   | Швейцарія            | 0      | 0      | 1      | 1       |
| 14                   | Швеція               | 0      | 0      | 1      | 1       |
| Загалом (16 збірних) | Загалом (16 збірних) | 21     | 21     | 21     | 63      |

## Відео
- Відеозвіт на YouTube

## Виступ українців
| Чоловіки (3) | Чоловіки (3)    | Чоловіки (3) | Чоловіки (3) |
| Місце        | Атлет           | Дисципліна   | Результат    |
| ------------ | --------------- | ------------ | ------------ |
| 1            | Валерій Борзов  | 60 м         | 6,59         |
| 2            | Петро Анисим    | 1500 м       | 3.45,4       |
|              | Юрій Прохоренко | жердина      | 5,30         |

| Жінки (3) | Жінки (3)         | Жінки (3)  | Жінки (3) |
| Місце     | Атлетка           | Дисципліна | Результат |
| --------- | ----------------- | ---------- | --------- |
| 1         | Людмила Аксьонова | 4×320 м    | 2.46,1    |
|           | Людмила Аксьонова | 400 м      | 54,01     |
|           | Тамара Пангелова  | 1500 м     | 4.16,05   |
|           | Тамара Галка      | висота     | 1,80      |